# Carmen Salinas
Carmen Salinas Lozano (n. 5 octombrie 1939, Torreón⁠(d), Coahuila de Zaragoza, Mexic – d. 9 decembrie 2021, Ciudad de México, Mexic) a fost o actriță mexicană. În cariera sa ulterioară de politician a făcut parte din Partidul Revoluționar Instituțional⁠(d) (PRI).